# Pinewood Studios
Pinewood Studios (traducido como estudios Pinewood) son unos estudios de cine y televisión británicos situados en Iver Heath, Buckinghamshire, a unos 27 km (17 millas) al oeste de Londres en la finca de la casa de campo victoriana Heatherden Hall, usada como oficinas, escenarios de películas y como lugar de celebración de bodas.
No deben confundirse con los estadounidenses Pinewood Atlanta Studios de Georgia.

## Historia

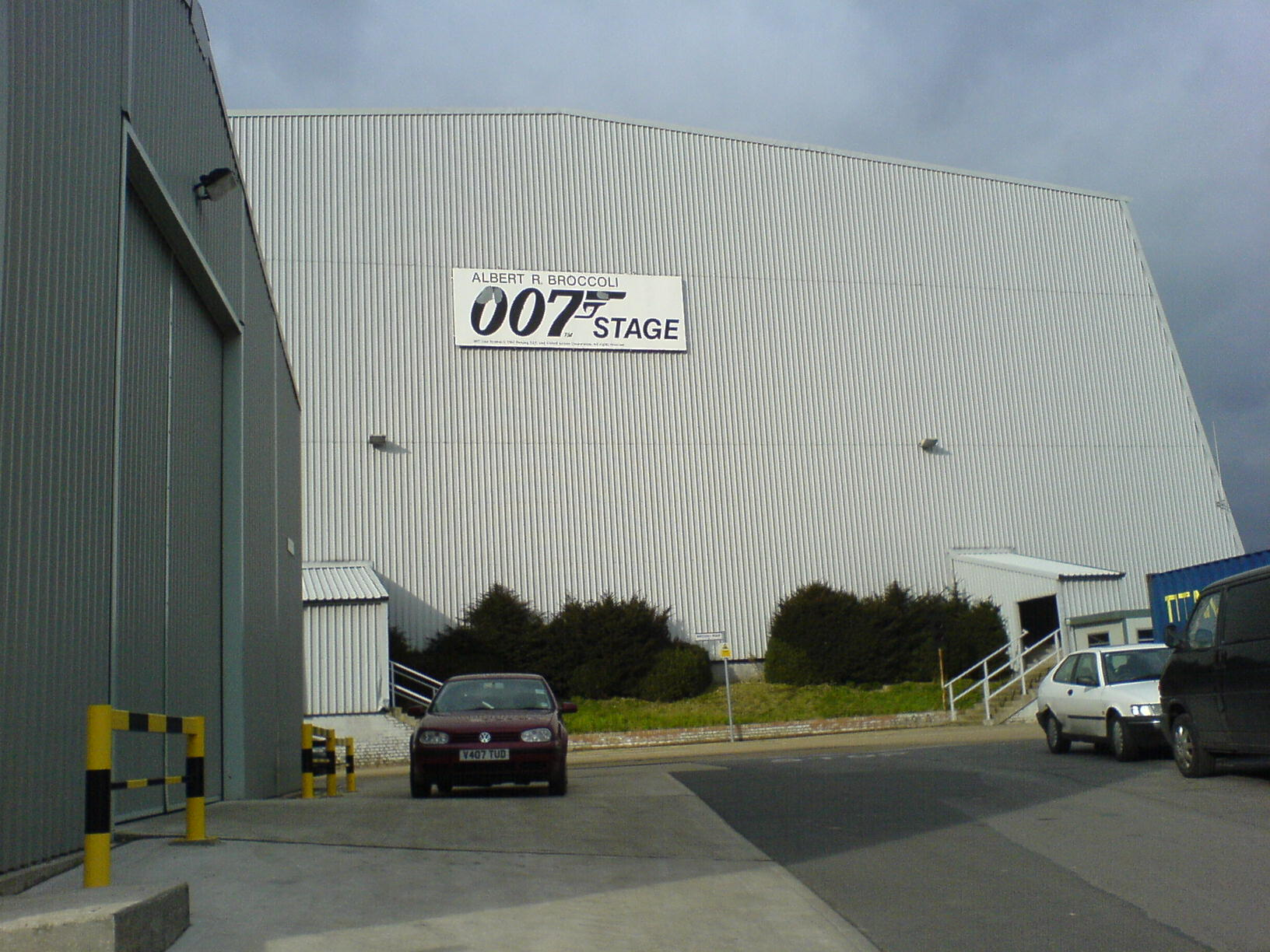
El estudio de 007 en marzo de 2006, antes del incendio de julio y su reconstrucción.

Los estudios los creó en 1934 Charles Boot y se construyeron en 12 meses por la compañía Henry Boot de Sheffield. Boot se inspiró en los últimos estudios cinematográficos de Hollywood. J. Arthur Rank más tarde se hizo con el control tanto de Pinewood como de los estudios Denham, que a menudo fueron usados por el productor Alexander Korda.
En 2001, los Pinewood Studios se fusionaron con los estudios Shepperton, la otra compañía británica. Establecidos en 1928, los estudios Shepperton habían sido adquiridos en enero de 1995 por los hermanos Ridley y Tony Scott y la compañía Candover, realizando tres años después la película ganadora de un Óscar Shakespeare in Love. Ambos estudios tienen relación con la red de medios de comunicación Sohonet. De esta manera quedaron unidas dos de las más grandes compañías cinematográficas de Europa. 
En 2004, Pinewood Shepperton cotizaron con éxito en la bolsa de Londres. En 2005, Pinewood Shepperton adquirieron los estudios Teddington. En conjunto, la compañía tiene 41 escenarios, incluyendo 6 estudios de televisión digital, estudios de grabación, antiguos teatros, jardines y bosques para rodajes en exterior, uno de los tanques de agua mayores de toda Europa y un reciente escenario submarino.

## Películas
Los Pinewood Studios son famosos sobre todo por sus películas de James Bond. Las producciones más destacadas de su historia son:
- Talk of the Devil (1936)
- Narciso negro (1947)
- Oliver Twist (1948)
- Las zapatillas rojas (1948)
- The Blue Lagoon (1949)
- La importancia de llamarse Ernesto (1952)
- Genevieve (1953)
- A Town Like Alice (1956)
- A Night to Remember (1958)
- Carry On Nurse (1959)
- North West Frontier (1959)
- Tiger Bay (1959)
- Objetivo: Banco de Inglaterra (1960)
- Peeping Tom (1960)
- Cuando el viento silba (1961)
- Dr. No (1962)
- From Russia with Love (1963)
- Goldfinger (1964)
- Operación Trueno (1965)
- The Ipcress File (1965)
- Fahrenheit 451 (1966)
- Arabesco (1966)
- Sólo se vive dos veces (1967)
- Carry On Doctor (1967)
- Chitty Chitty Bang Bang (1968)
- Drácula vuelve de la tumba (1968)
- Carry On Camping (1969)
- On Her Majesty's Secret Service (1969)
- The Private Life of Sherlock Holmes (1970)
- Diamantes para la eternidad (1971)
- Chacal (1973)
- Vive y deja morir (1973)
- El hombre de la pistola de oro (1974)
- El hombre que pudo reinar (1975)
- La espía que me amó (1977)
- Simbad y el ojo del tigre (1977)
- Superman: The Movie (1978)
- Moonraker (1979)
- For Your Eyes Only (1981)
- Furia de titanes (1981)
- Dragonslayer (1981)
- Pink Floyd – The Wall (1982)
- Victor Victoria (1982)
- Krull (1983)
- Octopussy (1983)
- Santa Claus: The Movie (1985)
- A View to a Kill (1985)
- Legend (1985)
- Little Shop of Horrors (1986)
- Aliens (1986)
- The Living Daylights (1987)
- Full Metal Jacket (1987)
- Hellraiser (1987)
- Hellbound: Hellraiser II (1988)
- Batman (1989)
- Alien³ (1992)
- Interview with the Vampire (1994)
- Misión: Imposible (1996)
- The Saint (1997)
- El mañana nunca muere (1997)
- El quinto elemento (1997)
- The World Is Not Enough (1999)
- Eyes Wide Shut (1999)
- Die Another Day (2002)
- Las horas (2002)
- El fantasma de la ópera (2004)
- Charlie y la fábrica de chocolate (2005)
- United 93 (2006)
- Stardust (2006)
- Casino Royale (2006)
- Sweeney Todd (2007)
- Harry Potter y las reliquias de la Muerte: parte 1 (2010)
- Harry Potter y las reliquias de la Muerte: parte 2 (2011)
- My Week with Marilyn (2011)
- Skyfall (2012)
- Prometheus (2012)
- Fury (2014)
- Exodus: Gods and Kings (2014)
- Star Wars: Episodio VII - El despertar de la Fuerza (2015)
- Spectre (2015)
- Doctor Strange (2016)
- Assassin's Creed (2016)
- Eddie The Eagle (2016)
- Transformers: el último caballero (2017)
- Jurassic World: El reino caído (2018)
- El regreso de Mary Poppins (2018)
- Sin tiempo para morir (2021)
- Jurassic World: Dominion (2022)
- The Marvels (2022)